# 小桃小栗 Love Love物語
《小桃小栗 Love Love物语》（日语：ももくり）是由創作並在漫画网站comico上连载的網路漫画，單行本全8卷。2015年改編為網路動畫與其他衍生作品。

## 故事內容
描述了高中二年級的栗原雪對後輩桃月心也一見鍾情，下定了從遠處偷拍他的身影了達 100 張的相片就要告白的決心，兩人於是成為了戀人開始交往。雖然有些緩慢，但專心一意朝彼此前進的小桃小栗戀愛物語。

## 登場角色
栗原雪（聲：加隈亞衣）
生日6月15日，A型，高中2年級，身高152cm。
本作女主角，綽號是小栗。在學校就讀A班（特別升學班）。個性溫和，給予別人一種軟綿綿的感覺的可愛女孩。不太擅長編織、運動、藝術，但是烹飪手藝有不錯的水準。與紀香關係很好。意外的是樣子傻傻的但總能考得高名次。
對小桃一見鍾情，十分痴迷於與小桃有關的事情，經常收集小桃使用過的物品，因此偶爾會被得知其行為的人視為跟蹤狂。手機裡有《小桃（偷拍）珍貴影像全集》，許了願當收集了一百張照片時 要去跟小桃告白，於是在完成後就跑去告白，如願成為小桃的女朋友。其後又許下「當收集兩百張照片時，便要和小桃合照」的願望，親身付諸行動讓願望也實現了。
即使不擅長編織及縫紉，為了小桃仍然堅持努力學習。在漫畫最終話（134話）贈送小桃親自編織的毛衣，與後者發生關係，高中畢業後的出路是在一般大學讀書。
桃月心也（聲：岡本信彥）
生日6月20日，雙子座，O型，高中1年級，身高159cm。
本作男主角。綽號是小桃，喜歡的食物炸蝦，討厭的食物青椒和胡蘿蔔。成績中下，運動水平一般。雖然沒有被別人看過他生氣的樣子，但容易嫉妒，也討厭被別人叫可愛和女生，認為「可愛」是用於女生上而不是男生。雙薪家庭出身，因父母經常工作，大部分時間也是自己一個在家。
為了長高，每天會喝草莓牛奶（理人哥哥告訴他喝草莓牛奶比喝牛奶的長高的速度會快點，自己自稱喝牛奶會肚子痛）。打了籃球三年，並且在開學時參加了網球社，但一個月後退出了，卻好像還長不高。此外也有十分要面子的一面，有次在雪面前喝自己不喜歡的黑咖啡，又說自己不喜歡甜食，但實際上個人討厭苦味並喜歡甜味。
被小栗蒐集自身的一百張照片後，接受小栗的告白，成為她的男朋友。在漫畫最終話（134話）贈送小栗親自製作的起司蛋糕，與後者發生關係，高中畢業後的出路是攻讀兩年期的職業學校。
水山紀香（聲：大空直美）
生日12月7日，A型，高中2年級，身高161cm。
雪的朋友。就讀A班(特別升學班)。態度看似冷淡，事實上非常挺朋友。家裡很有錢。
澤口理人（聲：山谷祥生）
生日4月26日，AB型，高中1年級，身高170cm。成績屬於有念就好的類型。
初中因柚姬被說閒話而不再叫柚姬為小柚，改叫島田。似乎對柚姬有好感，不過並不願意面對。
父母都是醫師。家裡是連鎖診所。
閑翔太（聲：永塚拓馬）
生日8月22日，O型，高中1年級，身高172cm。性格溫柔體貼，善解人意。瞇瞇眼。有點迷糊。和理人是很好的朋友。
在柚姬擦黑板時因為擦不到，理人就先幫忙，但這幕似乎被翔太看到，向理人告知自己喜歡柚姬。
柚姬的表哥。
早柿莉央（聲：前田玲奈）
生日10月5日，AB型，高中1年級，身高168cm。
很受女生歡迎。看似高冷但其實為人友善。擅長玩羽毛球及其他各種運動。學業成績不錯。不時有學妹因其帥氣的外表而誤以為她是男生因而向她告白。雖然因身材高挑而受不少女生所仰慕，但是其實在內心深處 她渴望擁有較小的體型和可愛的外貌。最初因覺得小桃十分可愛而特別關注他，之後開始暗戀小桃，在其鼓勵下加入網球社，但小桃在她加入數天後便退出。對小桃有着很強的保護欲，不時擔心他會因發現小雪經常跟蹤他而受到傷害，後來明白到小雪真的很愛小桃之後，便向小雪表示自己放心地把小桃交給她，最後心甘情願地放棄她關於小桃的憧憬、 轉而把小桃想像為自己的弟弟並十分照顧他。
很會做料理，而且縫紉技術也很好，很羨慕小雪能夠坦白承認自己喜愛小桃。
最初很妒忌小雪，而且覺得小雪是變態的，但後來與小雪之間的關係變得不錯，常常幫助她彌補其在手工藝方面上的不足。
島田柚姬（聲：仲谷明香）
生日3月16日，B型，高中1年級，身高147cm。
自稱「柚姫」，初中因被說閒話而不再叫理人為小理，改叫小澤。和翔太是表兄妹，關係很好。似乎喜歡理人，並不知道翔太喜歡她。很愛吃，常常吃完一個再接一個。
宇佐美誠一郎（聲：小野賢章）
栗原的同級生，育繪的哥哥。常幫助栗原提供小桃的資訊，而且還以妹妹的照片為代價。宇佐美育繪的哥哥，看似讀書人的樣子，但卻是一個妹控。在妹妹去溫泉旅行時，要她一小時傳一則簡訊。
宇佐美育繪（聲：竹下礼奈）
生日1月13日，A型，高中1年級，身高165cm。
有個妹控哥哥。和柚姬是好朋友。在去溫泉旅行時，被要求一個小時傳一則簡訊給他。
山口広大（聲：天﨑滉平）

遠藤（聲：井上奈奈）
新聞部部長。早柿狂。
澤口慧真（聲：内匠靖明）
理人的哥哥（4岁年长）目前就讀醫學大學。家裡的診所為全國連鎖。
栗原母親的聲音（聲：大原さやか）

## 单行本
由EARTH STAR Entertainment发行。
| 卷数 | 发售日期       | ISBN                   |
| ---- | -------------- | ---------------------- |
| 1    | 2015年9月12日  | ISBN 978-4-8030-0773-2 |
| 2    | 2016年2月12日  | ISBN 978-4-8030-0862-3 |
| 3    | 2016年7月12日  | ISBN 978-4-8030-0928-6 |
| 4    | 2016年12月12日 | ISBN 978-4-8030-0974-3 |
| 5    | 2017年4月12日  | ISBN 978-4-8030-1014-5 |
| 6    | 2017年6月12日  | ISBN 978-4-8030-1040-4 |
| 7    | 2017年8月10日  | ISBN 978-4-8030-1079-4 |
| 8    | 2017年9月12日  | ISBN 978-4-8030-1080-0 |

## 網路動畫
2015年2月13日，作品動畫化的消息公布。2015年12月24日起，在comico網站開始播出，每周四23时00分更新。需使用comico日本官方APP收看，如需免費收看每集等待一個禮拜，想看全部，則需要花費購買點數觀看，目前已出到26集。

### 工作人员
- 原作：（comico）
- 监督、系列构成：平池芳正
- 角色设计、总作画监督：大岛美和
- 脚本：平池芳正、望月真理子、筱冢智子
- 美术设定、美术监督：田尻健一
- 色彩设计：铃木依里
- 编集：坪根健太郎（REAL-T）
- 摄影监督：盐川智幸（T2 studio）
- 音响监督：本山哲
- 制片：金子文雄
- 音乐：Lantis
- 动画制作：SATELIGHT

### 主題曲
片尾曲
作詞、作曲：松井洋平，編曲：AstroNoteS，主唱：栗原雪（加隈亞衣）
电视动画片头曲
作詞、作曲、编曲：前山田健一，主唱：栗原雪（加隈亞衣）、桃月心也（岡本信彦）
电视动画片尾曲
作詞：結城愛良，作曲、编曲：Kon-K，主唱：Mia REGINA

### 各話列表
| 話數 | 日文標題 | 中文標題                 | 劇本       | 分鏡       | 演出       | 作畫監督             |
| ---- | -------- | ------------------------ | ---------- | ---------- | ---------- | -------------------- |
| #1   |          | 告白...桃月與栗原        | 平池芳正   | 平池芳正   | 高島大輔   | 古澤貴文             |
| #2   |          | 換裝的季節               | 平池芳正   | 平池芳正   | 高島大輔   | 古澤貴文             |
| #3   |          | 第一次的約會？！         | 平池芳正   | 平池芳正   | 大野和壽   | 小倉恭平             |
| #4   |          | 讀書會                   | 平池芳正   | 平池芳正   | 大野和壽   | 小倉恭平             |
| #5   |          | 莉央、我想守護的桃月！！ | 平池芳正   | 富永恒雄   | 岩月甚     | 松本文男             |
| #6   |          | 小桃收藏２００張☆        | 平池芳正   | 羽多野浩平 | 岩月甚     | 松本文男             |
| #7   |          | 第一次的心情…            | 平池芳正   | 島津裕行   | 島崎奈奈子 | 松本文男             |
| #8   |          | 莉央和栗原、快速接近！？ | 平池芳正   | 島津裕行   | 島崎奈奈子 | 松本文男             |
| #9   |          | ＢＢＱ                   | 望月真里子 | 工藤進     | 羽多野浩平 | 都築結佳子           |
| #10  |          | 表兄妹和泳衣             | 望月真里子 | 工藤進     | 羽多野浩平 | 都築結佳子           |
| #11  |          | 夏日祭典                 | 篠塚智子   | 富永恒雄   | 高島大輔   | 古澤貴文             |
| #12  |          | 迷路                     | 篠塚智子   | 和田純一   | 高島大輔   | 古澤貴文             |
| #13  |          | 小桃的憂鬱、感冒的日子   | 篠塚智子   | 島津裕行   | 大野和壽   | 松本文男             |
| #14  |          | 心也和雪                 | 篠塚智子   | 島津裕行   | 大野和壽   | 松本文男             |
| #15  |          | 海灘排球恐慌             | 望月真里子 | 鎌倉由實   | 岩月甚     | 小倉恭平             |
| #16  |          | 轉轉栗原學姊             | 望月真里子 | 鎌倉由實   | 岩月甚     | 小倉恭平             |
| #17  |          | 家庭的事情               | 篠塚智子   | 島崎奈奈子 | 島崎奈奈子 | Heo Gi Dong          |
| #18  |          | 遊樂園約會               | 篠塚智子   | 島崎奈奈子 | 島崎奈奈子 | 松本文男             |
| #19  |          | 合唱祭                   | 望月真里子 | 工藤進     | 羽多野浩平 | 古澤貴文             |
| #20  |          | 作為點心的交換           | 望月真里子 | 工藤進     | 羽多野浩平 | 古澤貴文             |
| #21  |          | 花花熊                   | 望月真里子 | 島津裕行   | 大野和壽   | Heo Gi Dong 松本文男 |
| #22  |          | 塔塔醬蛋包飯的秘密       | 望月真里子 | 島津裕行   | 大野和壽   | 松本文男             |
| #23  |          | 令人興奮的聖誕節         | 篠塚智子   | 工藤進     | 岩月甚     | 小倉恭平             |
| #24  |          | 感冒的日子 part 2        | 篠塚智子   | 工藤進     | 岩月甚     | 小倉恭平             |
| #25  |          | 温泉旅行                 | 平池芳正   | 平池芳正   | 高島大輔   | 松本文男 Heo Gi Dong |
| #26  |          | 兩個人的心情             | 平池芳正   | 平池芳正   | 高島大輔   | 古澤貴文             |